# توکوشیما ۶۳۸۳
سیارک ۶۳۸۳ (به انگلیسی: 6383 Tokushima، نامگذاری:1988XU1) شش هزار و سیصد و هشتاد و سومین سیارک کشف شده‌است که در ۱۲ دسامبر ۱۹۸۸ کشف شد.
قدر مطلق سیارک برابر ۱۱٫۴۰ است.